# 長崎市立早坂小学校・中学校
長崎市立早坂小学校・中学校（ながさきしりつ はやさかしょうがっこう・ちゅうがっこう, Nagasaki City Hayasaka Elementary and Junior High School）は、かつて長崎県長崎市早坂町にあった公立小学校・中学校併設校。
1968年（昭和43年）に小学校が、翌1969年（昭和44年）に中学校が閉校した。

## 概要
歴史
1882年（明治15年）に「公立中等茂木小学校（長崎市立茂木小学校の前身）木場分校」として創立された。

## 沿革
- 1882年（明治15年）1月 - 「公立中等茂木小学校木場分校」が設置される。
  - 茂木村木場名（現・長崎市早坂町）の松本傳次郎宅を借用。
  - 木場名、田上名（現・長崎市田上）、田手原名（現・長崎市田手原町）の3地区を通学区域とする。
- 1883年（明治16年）- 校舎を木場名の地蔵堂に移転。田上名の氏神拝殿と田手原名の若杉吉松宅にそれぞれ分舎を設置。
- 1884年（明治17年）- 木場分校を渡邊徳次郎宅に移転。同時に田上と田手原の両分舎を廃止。
- 1886年（明治19年）4月 - 小学校令の施行により、「早坂簡易小学校」と改称。田手原名に分校を設置。
- 1892年（明治25年）4月 - 小学校令の改正施行により、「早坂尋常小学校」と改称。
- 1896年（明治29年）9月 - 新校舎が完成。田手原分校を廃止し、本校に統合。
- 1938年（昭和13年）5月 - 高等科を併置し、「早坂尋常高等小学校」と改称。
- 1941年（昭和16年）4月1日 - 国民学校令の施行により、「早坂国民学校」と改称。
- 1947年（昭和22年）4月1日 - 学制改革（六・三制の実施）により、「茂木町立早坂小学校」と改称。
- 1948年（昭和23年）4月1日 - 茂木町立茂木中学校早坂分校が併設される。
- 実施年月日不明 - 早坂分校が茂木中学校から分離し、「茂木町立早坂中学校」となる（茂木町立早坂小学校・中学校）。
- 1962年（昭和37年）1月1日 - 茂木町が長崎市に編入されたことにより、「長崎市立早坂小学校・中学校」（最終名）に改称。
- 1968年（昭和43年）
  - 3月31日 - 早坂小学校が廃止され、新設の長崎市立愛宕小学校に統合。
  - 4月1日 - 愛宕小学校校舎が完成するまでの間、「長崎市立愛宕小学校早坂校舎」として校舎の継続使用（本校校舎・早坂校舎・小島校舎での分散授業）を開始。
- 1969年（昭和44年）
  - 1月8日 - 愛宕小学校の本校校舎・早坂校舎・小島校舎での分散授業を解消し、全校児童を本校校舎に収容して授業を開始。
  - 3月31日 - 早坂中学校が廃止され、長崎市立小島中学校に統合。

閉校後
- 跡地は長崎女子短期大学キャンパスとなっている。

## 関連事項
- 長崎県小学校の廃校一覧
- 長崎県中学校の廃校一覧
- 茂木町 (長崎県)
- 茂木 (長崎市)